# アルバートオデッセイ外伝〜LEGEND OF ELDEAN〜
『アルバートオデッセイ外伝〜LEGEND OF ELDEAN〜』（アルバートオデッセイがいでん レジェンド オブ エルディーン）は、1996年8月9日にサンソフト（サン電子）が発売したセガサターン用ゲームソフトである。

## 概要
従来のシリーズと違い、ワールドマップやダンジョン内での移動も全てオーソドックスなコンピュータRPGタイプで進行していくようになっている。戦闘もターン制のコマンド入力方式で行われる。また、キャラクターボイスの導入などにより、演出が大幅強化されている。

## あらすじ
「勇者アルバート」が歴史に名を残した大戦より数百年。長い年月は大地の地質を激変させ、そこに暮らす生物たちも大きく変化させていた。遥か古より対立関係にあった人間とモンスターは、激変する環境から身を守るために共存するという協定を結んでいた。10年前、協定を破ったゴブリンの襲撃で故郷と両親を失った少年「パイク」は、ハーピーの娘「ライア」に育てられていた。少年はハーピーとともに暮らす静かで幸せな時間がいつまでも続くと思っていた。既に躍動の中心にいることも知らずに。

## 登場人物

### パーティキャラクター
パイク
本作の主人公。16歳。インテリジェンスソードと呼ばれる魔法の短剣「ファティー」の所有者。ゴブリンの襲撃によって滅びたカルミレートの村の生き残りである。両親は、パイクをゴブリンの魔の手から救おうとしたが、魔法の短剣「ファティー」を残して他界。その直後に村の上空を通りかかったハーピーの娘「ライア」に拾われ、ハーピーの村で部族の一員として育てられる。パイクという名前は服に刺繍してあった名前らしきものから、ライアが名づけた。戦士であった父親の血を濃く引いているせいか、戦士としての才能を秘めている。また、回復系や雷系の魔法を操る。
エカ・オベリス
本作のヒロイン。16歳。ギガールの村で歌姫を生業としていた。主に飛び道具を好んで使い、非力ではあるが器用に使いこなす。また、神官だった両親から魔法の力を受け継いでおり、回復・補助系の魔法や水系の魔法を操る。
レオス・ファクトリア
創造神にして大いなるもの「クオン」を崇拝する、黒髪の神官（巫女）。誰にでも平等の愛をもって接する人柄と神官としての実力から、17歳という若さながらソラスの町の代表者である。武器は一切持たず、鍛え抜かれた己の体から繰り出す体術で戦い、回復系の魔法全般と炎系の魔法を操る。
キャロル・ターナー
勇者ガイのパーティーの一員であるバルトの孫娘。幼いころに祖母に魔法の才能を見いだされ、祖母の教育を受けた。その潜在能力はバルトにも測りかねるほど。まだコドモでワガママぶりを発揮して周囲を振り回すこともあるが、時折見せる鋭い洞察力や感情の純粋さは大賢者ソフィアの再来を思わせる。
エルダー・メイスン
誇り高き竜人族の戦士で、その恐ろしい容貌とは裏腹にとても仲間思いで優しい心を持つ。二刀流を得意とし、その剣技と様々な効果を持つ「ブレス」で戦う。竜人族特有の高い生命力は「気絶」以外の状態異常の攻撃を一切受け付けない。
アモン・ウォーカー
背中に大きな翼をもつ、鳥人族のニューハーフ戦士。人一人くらいなら一緒に連れて飛ぶことも可能。ポールウェポン（槍などの柄の長い武器）を自在に操る。その風体から変わり者、厄介者扱いされているが、自分の価値観に忠実で何物にもとらわれない「自由人」として生きているだけである。

### その他のキャラクター
ライア・ユークリッド
ハーピーの森一番の美女。カルミレートの村がゴブリンに襲撃された直後、両親の傍らで泣いていたパイクを連れ帰り、そのそばに落ちていた魔法の短剣ファティーを持ち帰る。当時ライアはまだ若い娘だったが、自分を犠牲にしてでもパイクを立派に育てようと決意し、女手一つで育て上げた。
フォルテ・ユークリッド
勇猛で勇敢な戦士でライアの兄。ハーピーの仲間から最も頼りにされている。パイクも彼のことを「兄さん」と呼んでいる。
ルー・サリバン
背中に大きな荷物を背負った、半獣人の少女。19歳。獣人の血が流れていることもあり、鋭い爪と牙がある。そのため、小さいころからイジメなどの苦労を重ねてきた。根っからの商売人で金になると思えば危険を顧みずどこにでも出没する。
キニス・フォーリング
ソラスの街の魔導士でレオスとは小さいころからの幼馴染。17歳。レオスにひそかな好意を寄せている。
ミア・エヴェリン＆エミリー・アン
クオン神を祀るソラスの教会で修行中のふたりの女神官。15歳。エミリーの性格は神官には似つかわしくなく陽気でミーハー。修行しているのもレオスに憧れてのこと。一方のミアはエミリーとは正反対のしっかり者で礼儀正しく育ちがよい。ふたりは修行仲間で大の仲良し。
ウォリス・ハーヴィン
パイクの実父。32歳。魔法の短剣ファティーの元主で、若かりし頃の冒険で手に入れたもの。カルミレート襲撃事件の際、ファティーを手に妻子を守ろうとしたが、無念の最期を遂げた。
マリア・ハーヴィン
パイクの実母。23歳。元々はチェストリアの街で暮らしていたが、15歳の時に放浪の剣士ウォリスに一目惚れして家を飛び出してしまう。襲撃事件の際、7年がけの愛の結晶であるパイクをゴブリンから守って亡くなった。
ファティー
高い知性を持ち、話すこともできる魔法の短剣。パイクとは主従関係にある。その実態は、古代竜ラグーの血を浴びて不死となったエルディーン3兄妹の末妹だが、その当時の記憶は失われており、短剣となった現在の姿では、フルネームで呼ばれることはなく、単に「ファティー」としか呼ばれない。

## 担当声優
- 中本修
- 辻村ときしげ
- Hironori Tsuboi
- Yoshiyuki Kudo
- Ryuji Tanaka
- Yoko Okochi
- Mariko Masuda
- Yoko Ito